# Matke
Matke is een plaats in Slovenië en maakt deel uit van de gemeente Prebold in de NUTS-3-regio Savinjska. De plaats telde 358 inwoners op 1 januari 2020.